# Estado estacionario (mecánica cuántica)
Un estado estacionario es un estado tal que al realizar mediciones sobre él se observan medidas constantes. En mecánica cuántica, más específicamente, un estado estacionario es aquel en el cual las densidades de probabilidad asociadas a las medidas de diferentes observables no varían con el tiempo. Una consecuencia es que los estados estacionarios tienen una energía definida, es decir, son autofunciones del hamiltoniano del sistema.
Como es una autofunción del hamiltoniano, un estado estacionario no está sujeto a cambio o decaimiento (a un estado de menor energía). En la práctica, los estados estacionarios no son «estacionarios» para siempre. Realmente se refieren a autofunciones del hamiltoniano en el que se han ignorado pequeños efectos perturbativos. Esta terminología permite discutir las autofunciones del hamiltoniano no perturbado considerando que la perturbación puede causar, eventualmente, el decaimiento del estado estacionario. Esto implica que el único estado estacionario de verdad es el estado fundamental.

## Evolución temporal de los estados estacionarios
La ecuación de Schrödinger permite obtener la evolución con el tiempo del estado de un sistema. Así, en la representación de posición se expresa como:

(1){\displaystyle i\hbar {\partial \Psi (\mathbf {r} ,t) \over \partial t}=-{\hbar ^{2} \over 2m}\nabla ^{2}\Psi (\mathbf {r} ,t)+V(\mathbf {r} ,t)\Psi (\mathbf {r} ,t)}

Donde {\displaystyle \nabla ^{2}\,} es el operador laplaciano. Dada la ecuación de evolución temporal de los sistemas cuánticos, un estado sólo puede ser estacionario si es un vector propio del Hamiltoniano cuántico y por tanto el cuadrado de su representación como función de onda resulta ser una función real (a diferencia de los estados no estacionarios cuyo cuadrado de su función de onda en algún momento asumirá valores complejos).
Para el caso de un sistema conservativo la energía potencial no depende del tiempo. Así, {\displaystyle V=V(\mathbf {r} )}, por lo que podemos buscar soluciones mediante el método de separación de variables. En efecto, buscaremos soluciones del tipo:

{\displaystyle \Psi (\mathbf {r} ,t)=\psi (\mathbf {r} )f(t)}

Sustituyendo en la ecuación de Schrödinger (1) y reordenando, tenemos

{\displaystyle i\hbar \psi (\mathbf {r} ){df(t) \over dt}=f(t)\left\{-{\frac {\hbar ^{2}}{2m}}\nabla ^{2}\psi (\mathbf {r} )+V(\mathbf {r} )\psi (\mathbf {r} )\right\}}

es decir

{\displaystyle i\hbar {\frac {1}{f(t)}}{df(t) \over dt}={\frac {1}{\psi (\mathbf {r} )}}\left\{-{\hbar ^{2} \over 2m}\nabla ^{2}\psi (\mathbf {r} )+V(\mathbf {r} )\psi (\mathbf {r} )\right\}}

Como el primer término depende sólo del tiempo (y por tanto es válido para cualquier valor de r) mientras que el segundo depende sólo de r (y por tanto es válido para cualquier t), y ambos son iguales, llegamos a la conclusión de que ambos tienen que ser constantes. Como el segundo término tiene dimensiones de energía, llamaremos a dicha constante E. Vemos, que la función de onda toma la forma

{\displaystyle \Psi (\mathbf {r} ,t)=\psi (\mathbf {r} )e^{-iEt/\hbar }}

donde {\displaystyle \psi (\mathbf {r} )} es la solución de la ecuación de Schrödinger independiente del tiempo

{\displaystyle -{\hbar ^{2} \over 2m}\nabla ^{2}\psi (\mathbf {r} )+V(\mathbf {r} )\psi (\mathbf {r} )=E\psi (\mathbf {r} )}

es decir, es una autofunción del Hamiltoniano {\displaystyle {\hat {H}}\psi =E\psi }.
La principal característica de los estados estacionarios es que la densidad de probabilidad es independiente del tiempo. En efecto, en este caso

{\displaystyle |\Psi (\mathbf {r} ,t)|^{2}=\Psi ^{*}(\mathbf {r} ,t)\Psi (\mathbf {r} ,t)=\psi ^{*}(\mathbf {r} )e^{iEt/\hbar }\psi (\mathbf {r} )e^{-iEt/\hbar }=\psi ^{*}(\mathbf {r} )\psi (\mathbf {r} )=|\psi (\mathbf {r} )|^{2}}

## Estado basal
En química y física, el estado basal (también denominado estado fundamental) de un sistema es su estado cuántico de menor energía. Un estado excitado es todo estado con una energía superior a la del estado fundamental.
Si hay más de un estado de mínima energía, se dice que existe degeneración entre ellos. Muchos sistemas tienen estados fundamentales degenerados, por ejemplo el átomo de hidrógeno o la molécula de dioxígeno (y a esto debe su paramagnetismo). 
De acuerdo con la tercera ley de la termodinámica, un sistema en el cero absoluto de temperatura está en su estado fundamental, y su entropía está determinada por la degeneración de este. Muchos sistemas, como las redes cristalinas, tienen un estado fundamental único, y por tanto tienen entropía nula en el cero absoluto (porque ln(1)=0).